# Yachad (organització)
Yachad, el consell nacional jueu per a les persones amb discapacitats (en anglès: Yachad, the National Jewish Council for Disabilities) és una organització nacional que atén les necessitats de les persones jueves amb discapacitats i fa possible la seva integració en la vida jueva.
Té una política inclusiva que té com a objectiu donar a les persones amb discapacitat l'oportunitat de tenir un lloc en la comunitat jueva, i ajuda a educar i advocar per una comprensió, acceptació, abast, una millor actitud cap a les persones amb habilitats diverses.
El programa Our Way inclou a les persones amb problemes d'audició i persones sordes i cegues. Els Shabbatons són uns viatges de cap de setmana inclusius, on els membres de Yachad poden estar junts amb un grup de companys. Les escoles IVDU ofereixen als estudiants amb necessitats especials una comprensió i un fons educatiu enriquidor.
Yachad ofereix diversos serveis clínics per a persones amb discapacitats. L'organització ofereix orientació personalitzada i suport per a les famílies, els germans i els pares.